# Meiro Sugahara
Meiro Sugahara (ook: Meiro Sugawara) eigenlijk: Yoshijirō (Japans: 菅原明朗, Sugahara Meirō; 吉治郎, Yoshijirō) (Akashi, 21 maart 1897 – ?, 2 april 1988) was een Japans componist, muziekpedagoog en dirigent. Voor bepaalde werken gebruikt hij het pseudoniem Meireau Soegaharat.

## Levensloop
Sugahara kwam al op de kleuterschool in contact met muziek. Hij studeerde solfège bij Takeshi Kobatake en hoorn bij Ken Hatiroo. Hij werd lid (hoornist) van een militaire kapel. In 1914 vertrok hij naar Tokio. Bij Fujiyoshi Setoguchi studeerde hij contrapunt. In 1924 werd hij docent aan de Doshisha University en twee jaar later dirigent. In 1930 werd hij afdelingshoofd en professor aan de Keizerlijke muziekschool. Tot zijn leerlingen behoren onder anderen Shiro Fukai, Isotaro Sugata, Tadashi Hattori, Yuji Koseki, Shigeo Tono en Roh Ogura. Samen met Akiyoshi Rinsho, Yasuji Kiyose, Kunihiko Hashimoto, Yoritsune Matsudaira en anderen richtte hij de componistenfederatie op.
In Japanse muziekkringen kende men voornamelijk de Duitse stijl van musiceren en componeren. Hij focuste zich op de Franse, Italiaanse en Russische stijl. Na de Tweede Wereldoorlog liet hij zich inspireren door de Gregoriaanse muziek en publiceerde verschillende werken met christelijke achtergrond. Bij zijn eerste reis naar Italië in 1967 raakte hij bevriend met Ildebrando Pizzetti.

## Composities

### Werken voor orkest
- 1920 Symphonic Variations
- 1921 Poetry
- 1923 Recollection of Segantini
- 1924 Schaad
- 1925 Minuetto
- 1925 Midday matrix
- 1926 Suite
- 1928 Story Festival
- 1928 Serenata
- 1929 Motor de combustión interna, symfonisch gedicht voor orkest
- 1930 Courant Dances
- 1932 Suite "banquet"
- 1932 Sarashina, Gagaku variaties voor orkest
- 1932 Variations of the Staggered, voor koto, zang en orkest
- 1933 Double concerto, voor shakuhachi, koto en orkest
- 1933 Sinseondae tone concerto (in samenwerking met: Michio Miyagi)
- 1935 Song of early spring
- 1937 Variations for Orchestra "Stage 6"
- 1939 Panoramic sketch Symphony "Akashi Kaikyo"
- 1941 Scroll Symphony "Momotaro"
- 1943 Omajio
- 1953 Ho tone Symphony
- 1953 Sinfonia
- 1965 Concert, voor cello en orkest
- 1968 Symphonic Fantasy "Italy"
- 1969 Fantasy "Maria Magdalena"
- 1971 Concert, voor piano en orkest
- 1978 Harmonica Concerto
- 1978 Fantasy by Tarrega Variations, voor viool solo en orkest
- 1979 Symphonic Concerto, voor accordeon en orkest
- 1979 Revelation
- 1980 Symphony Humi Tan "Amakusa Shiro"
- 1980 Concert, voor orgel en orkest
- 1980 Small Church, voor strijkorkest
- 1981 Fantasia
- 1983 Saints 6, voor orkest, strijkers

### Werken voor harmonieorkest
- 1933 Symphony
- 1934 March two
- 1935 March of the sea
- 1935 Blank march
- 1936 Symphony for Band "City Water Night"
- 1943 Matrix
- 1961 Prelude to the Symphony for Band
- 1973 Takashi Toyo Kaya
- 1974 Symphonia
- 1983 Saints 6, voor harmonieorkest

### Werken voor mandolineorkest
- 1928 Motor de combustión interna, symfonisch gedicht voor mandolineorkest
- 1972 Sinfonia in Re
- 1980 Small Church voor mandolineorkest
- 1983 Saints 6, voor mandolineorkest
- 1985 Rondino by the name of Fauré

### Missen, oratoria en gewijde muziek
- 1953 Oratorio "prophets", oratorium
- 1977 Oratorio "Moses", oratorium
- 1977 Exodus
- 1980 Requiem for the martyrs of Japan, (opgedragen aan Paus Johannes Paulus II)
- 1986 Eucharist

### Muziektheater

#### Opera's
| Voltooid in | titel                    | aktes | première | libretto   |
| ----------- | ------------------------ | ----- | -------- | ---------- |
| 1938        | Katsushika feeling story |       |          | Nagai Kafu |

### Liederen
- 1930 Omi Ara in Tokyo
- 1931 Plover
- 1931 Femme
- 1938 Windows in winter - tekst: Kafu Nagai
- 1938 On the ship - tekst: Kafu Nagai
- 1939 Minori songs

### Kamermuziek
- 1978 Strijkkwartet "Divine Comedy"
- 1984 Meditazione, voor blokfluit, viool en gitaar

### Werken voor piano
- 1927 Song of the Hakuho
- 1941 Galaxy, voor twee piano's

### Werken voor gitaar
- 1923 Kwartet, voor vier gitaren
- 1988 Divertimento
- 1988 Sonata
- Alla Lontana

### Werken voor accordeon
- 1980 Ruscello
- 1983 Capriccio pastorale

### Werken voor traditionele Japanse instrumenten
- 1937 Competition Extravaganza, voor koto en shakuhachi

### Filmmuziek
- 1938 Juro love wisteria
- 1939 Higuchi
- 1942 Dune
- 1942 Sea Eagles

## Publicaties
- Gakki no hanashi (FM sensho), Kyodo Tsushinsha, 1983. 253 p., ISBN 4-7641-0133-5